# Pisanello

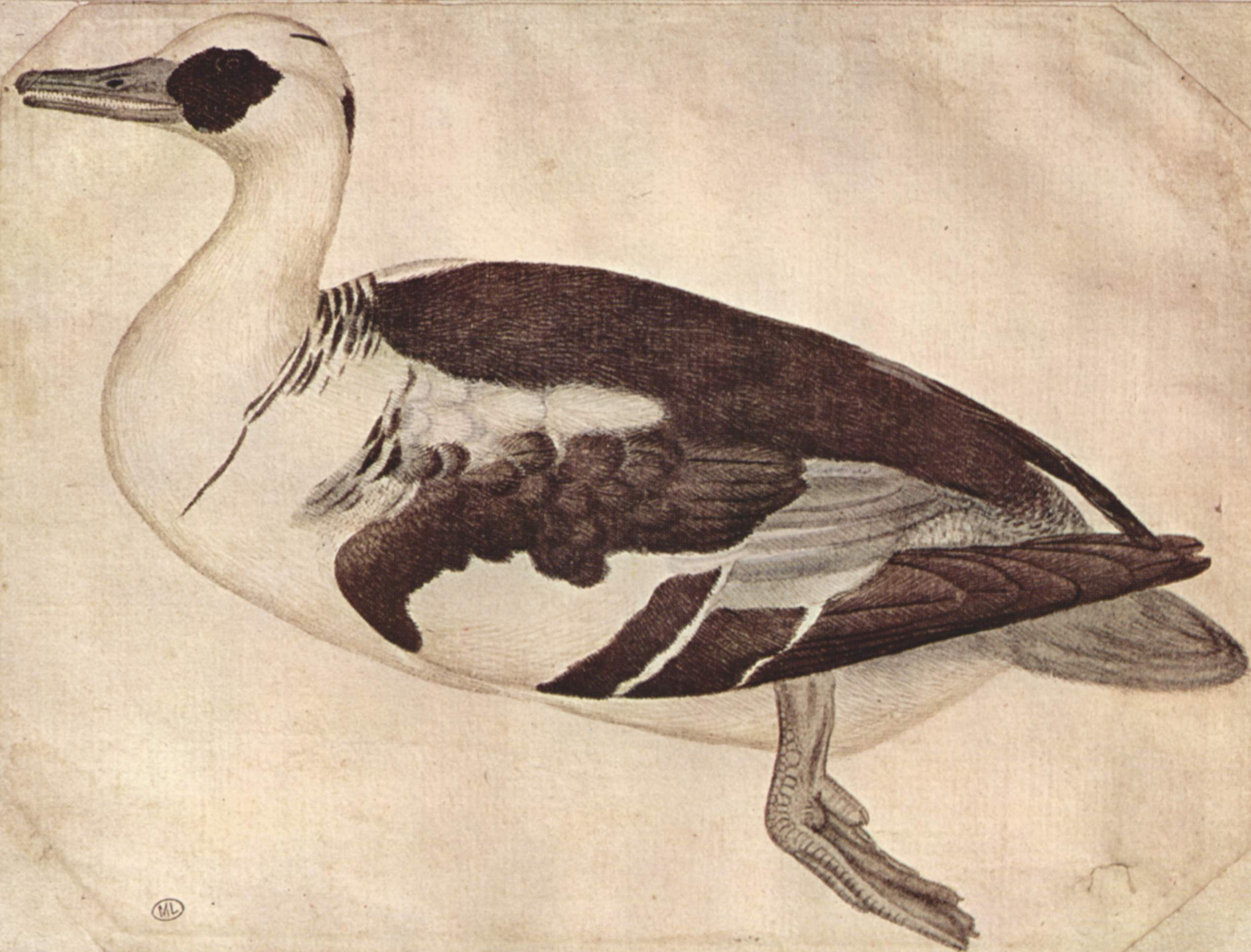
Pato, por Pisanello, 1430-1440, acuarela sobre papel, Museo del Louvre, París.

Pisanello, de nombre real Antonio di Puccio Pisano o Antonio di Puccio da Cereto (h. 1395- probablemente 1455), erróneamente llamado Vittore Pisano por Giorgio Vasari, fue un pintor y medallista cuatrocentista italiano. Los humanistas de su época lo aclamaron, lo mismo que poetas como Guarino da Verona. Porcellio le comparó con nombres tan ilustres como los de Cimabue, Fidias y Praxíteles.

## Vida
Su vida está oculta en el misterio. Nació entre 1380 y 1395 y murió entre 1450 y 1455 (probablemente entre el 14 de julio y el 8 de octubre de 1455). Llevó una vida errante de corte en corte, lo mismo que Gentile da Fabriano. Estuvo empleado por el Dogo de Venecia, el Papa en el Vaticano y las cortes de Verona, Ferrara, Mantua, Milán, Rímini, y por el Rey de Nápoles. Gozó de la consideración de las familias Gonzaga y Este.
Se le considera nativo de Pisa, de donde le viene el sobrenombre. No obstante no se sabe con certeza pues el apelativo de "Pisanello" podía serle atribuido también por vía del padre, Ser Puccio di Giovani da Cerreto, que era efectivamente pisano. Otros críticos enfatizan el hecho de que el pintor hubiese trabajado prevalentemente, en especial en la edad juvenil, en la zona del Véneto y que la madre Isabetta fuera veronesa, lo que les lleva a suponer que Pisanello nació en San Vigilio sul Lago en el territorio de Verona. 

### La formación
Los años jóvenes de Pisanello estuvieron fuertemente influidos por la pintura de tradición florentina llevada al Véneto por Giotto primero y sus seguidores Stefano y Altichiero después. Probablemente se formó en el taller de un pintor de Verona, quizá Altichiero o Stefano da Verona) pues su primer estilo sigue la tradición veronesa.
Entre 1415 y 1420 fue asistente, en Venecia, del renombrado pintor e iluminador Gentile da Fabriano de quien adquirió su refinado, delicado y detallado estilo. Pisanello también adquirió de él el gusto por los materiales preciosos y bellas fábricas que pueden encontrarse en sus obras posteriores. Los frescos de la Sala del Gran Consejo, en el Palacio Ducal de Venecia, en los que trabajaron juntos, fueron primero retocados y modificados en 1488 por Alvise Vivarini y al fin destruidos por un incendio en 1577. 
Su Virgen y codorniz, hoy en el Museo de Castelvecchio en Verona, está firmado por "Antonius Pisanus". Se data aproximadamente hacia 1420. El estilo es una mezcla de los estilos de Gentile da Fabriano y Stefano da Verona. Esto puede mostrar que Pisanello fue también alumno de este último en Verona.

### Los primeros éxitos

San Jorge y la princesa (c. 1436-1438), Iglesia de Santa Anastasia (Verona).

En 1422 está documentada su estancia en Mantua al servicio del joven Ludovico Gonzaga, hijo del Marqués de Mantua Gianfrancesco Gonzaga. Allí comenzó a adquirir gran fama en las varias cortes lombardas que empezaron a disputarse sus servicios. Continuó trabajando para la familia Gonzaga hasta los años 1440.
Giorgio Vasari, un artista y biógrafo del Renacimiento italiano, afirma que Pisanello también trabajó en los talleres de Andrea del Castagno, autor del monumento ecuestre pintado de Niccolò da Tolentino (1456) en la Catedral de Florencia. Debió conocer igualmente a Paolo Uccello, el pintor de La Batalla de San Romano con todos sus caballos. El amor de Pisanello por el dibujo de caballos probablemente tiene su origen en esta relación. Pero como hay tanto que se desconoce de su vida, esta atribución de Vasari no es fiable y puede ser sólo una leyenda.
En 1424, según algunos eruditos, pintó frescos sobre caza y pesca y justas en el castillo de Pavía ese mismo año. Estos le fueron encargados por el duque de Milán Filippo Maria Visconti. No queda traza de ellos.
En torno a 1426 volvió a Verona, donde realizó la decoración pictórica (los arcángeles Miguel y Rafael y la Anunciación) del monumento a Niccolò Brenzoni, espléndido ejemplo de escultura gótica italiana ejecutado por el florentino Nanni di Bartolo en la iglesia de san Fermo Maggiore. Según Vasari, Pisanello fue introducido en las cortes del centro de Italia por el papa Martín V y Andrea del Castagno que según el crítico aretino fue uno de sus maestros. Recientes estudios han desmentido algunas de esas vicisitudes narradas por Vasari en sus Vite respecto a Pisanello, hoy se piensa que en realidad fue su maestro, Gentile da Fabriano, quien estableció para él los primeros contactos con la ciudad papal.
Cuando murió Gentile da Fabriano en Roma entre agosto y octubre de 1427, su obra en la Basílica de san Juan laterano quedó inacabada. Pisanello completó los frescos de su primer maestro entre 1431 y 1432. Todos estos frescos quedaron destruidos cuando la basílica fue reconstruida en el siglo XVII por Francesco Borromini. El Kupferstichkabinet en Berlín tiene un pálido esbozo de este fresco, pintado por Borromini. Mientras estaba en Roma, se vio cada vez más influido por el arte clásico del Renacimiento.

### La afirmación definitiva

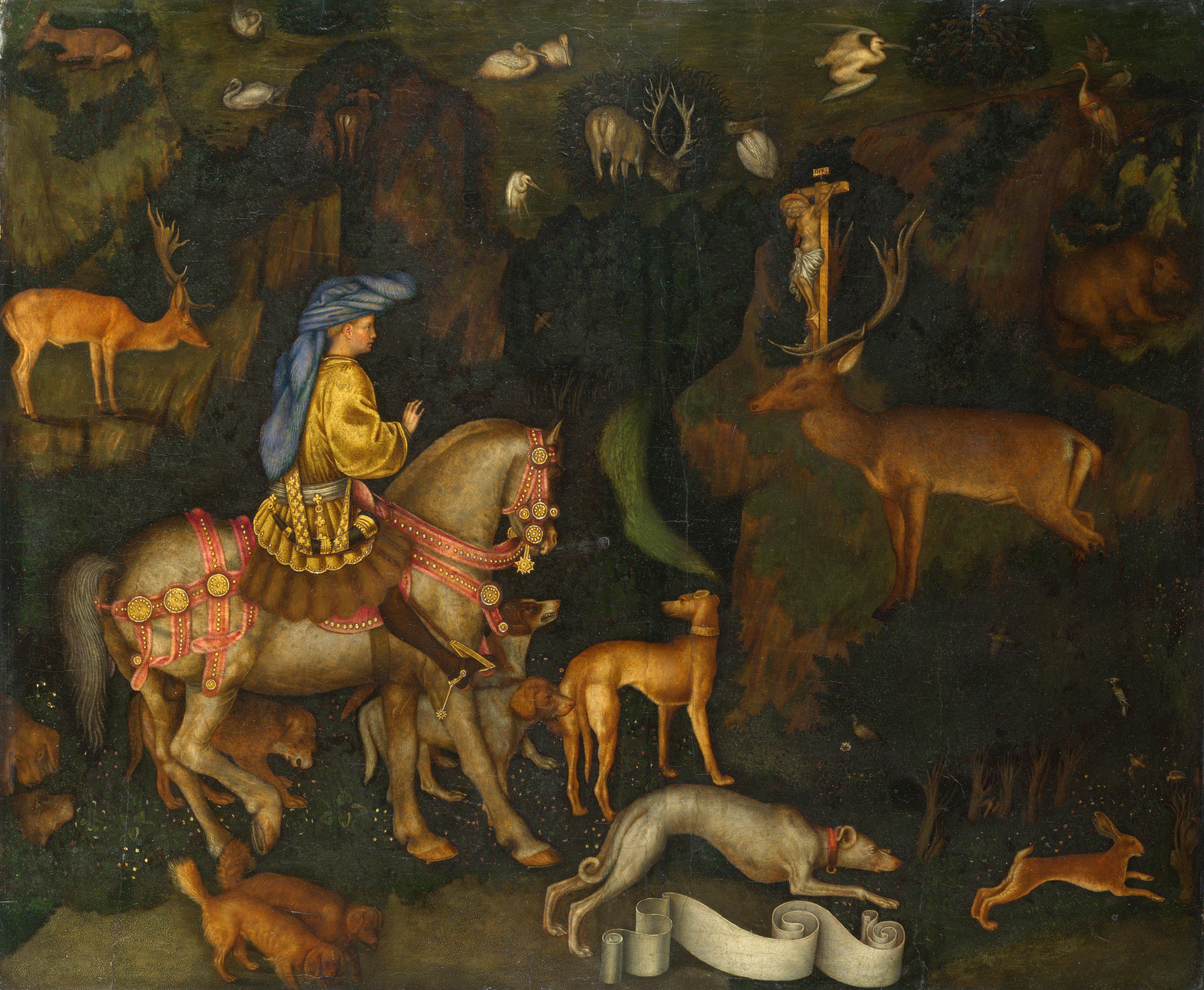
La visión de San Eustaquio (c. 1436-1438), National Gallery de Londres.

Después de haber sido apreciado y loado por el papa Eugenio IV, en el verano de 1432 Pisanello dejó Roma para ir a Ferrara, a la corte de Lionello de Este, marqués de Ferrara que le encargó una Virgen y una efigie de Julio César, ambas ejecutadas sobre tabla.
Se cree que permaneció un tiempo en Florencia. En este período pintó dos importantes retratos: Emperador Segismundo, hoy en el Museo Kunsthistorisches, de Viena (pero la atribución aún se debate) y Retrato de un hombre (hoy en el Palazzo Rosso de Génova).
Regresó a Verona entre 1433 y 1438. Allí ejecutó su obra más famosa y mejor conservada, la decoración de la capilla de los Pellegrini en Sant'Anastasia, siendo su obra maestra al fresco este San Jorge y la princesa de Trebisonda (1436-38). Tuvo que ser restaurado después de que una filtración de agua dañara el fresco a finales del siglo XIX. Preparó esta obra con gran número de dibujos que hoy se muestran en el Louvre, París. Muchos críticos consideran que estos frescos se realizaron en época anterior, en concreto en los años 1420.

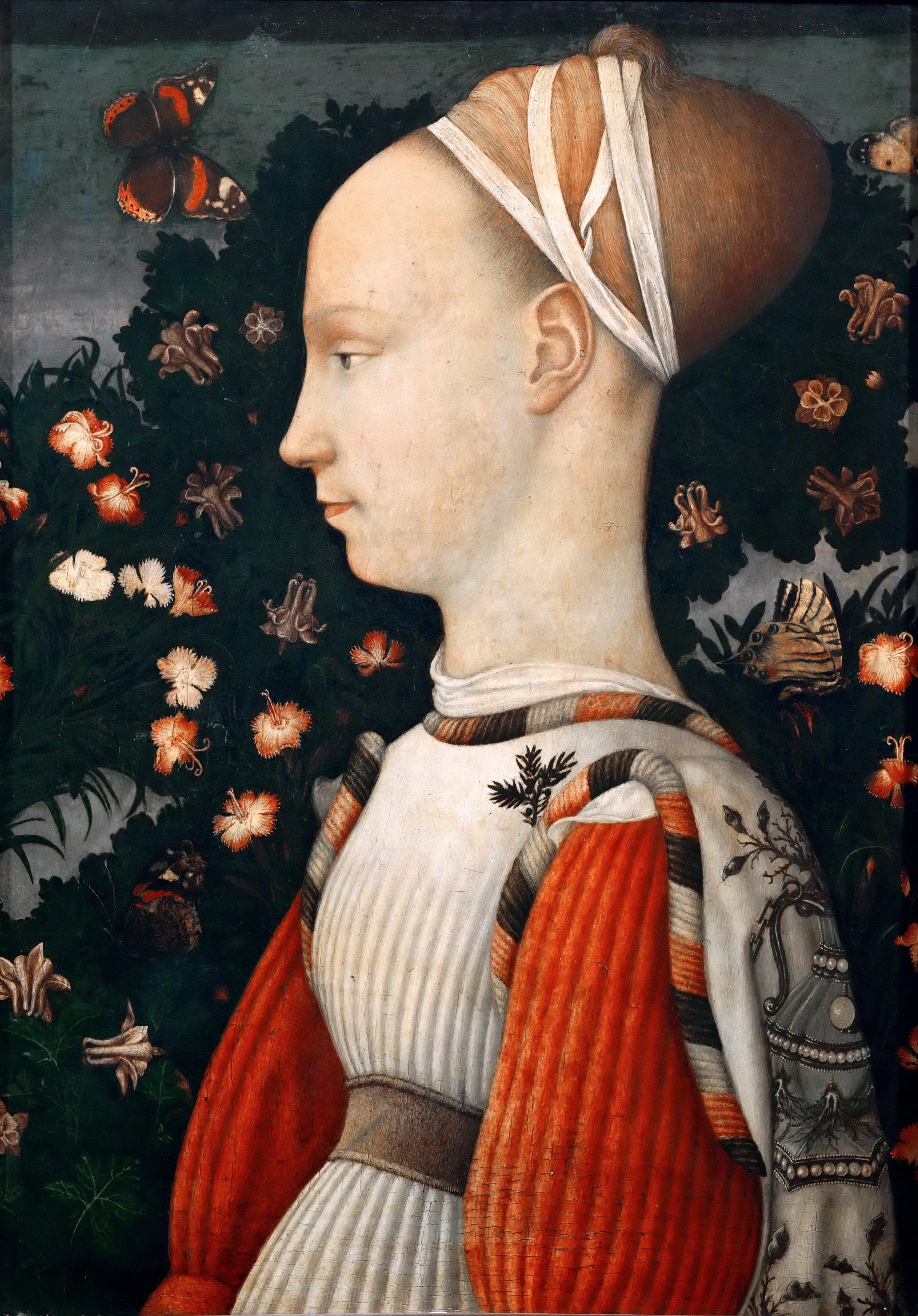
Retrato de una princesa de la casa de Este (1436-1449). Louvre, París.

A partir de 1435 Pisanello se interesó más y más en retratos y medallas. Su famoso Retrato de una princesa de la casa de Este data de este período. 
En 1438 el Concilio de Basilea negoció con el Emperador Bizantino Juan VIII Paleólogo. Para esta ocasión, Pisanello realizó una medalla conmemorativa del emperador. La presencia en la ciudad de la corte bizantina caracterizada por las vestimentas inusuales, ricas de decoraciones inéditas a los ojos del pintor, estimuló fuertemente la fantasía del artista que en obras sucesivas entró en la plena madurez, consolidando su pintura violentamente influida por el estilo oriental. Hizo dibujos con retratos del emperador y su séquito, hoy expuestos en el Museo del Louvre, sugiriendo que tenía un encargo para una pintura o fresco para la residencia Este. 
De estos años data el inicio de la serie de medallas realizadas por Pisanello, siendo la primera la que representa al propio emperador de Constantinopla Juan VIII. 
El fuerte lazo entre Pisanello y la corte del marqués de Mantua Gianfrancesco Gonzaga, le ocasionó diversos apuros al artista. En efecto, en 1438 estalló la guerra entre el señor de Milán, Filippo Maria Visconti y la república de Venecia. Pisanello estaba en Mantua con Gianfrancesco Gonzaga, que daba su pleno apoyo a los Visconti. En 1439 las milicias del marqués aliadas con las de Visconti, atacaron bajo la guía de Nicolò Piccino una de las fortalezas de la Serenísima, cerca de la ciudad de Verona tan querida por Pisanello, que se encontró militando, para complacer a su propio protector, en las filas enemigas. Después de ser saqueada y tenida bajo asedio la ciudad fue reconquistada por Venecia y Pisanello se encontró acusado por los venecianos ante el Consejo de los Diez. Después de haber estado alejado de los territorios vénetos, en 1442 el pintor fue definitivamente condenado y sus bienes confiscados, en el mismo año en que sufrió la pérdida de su madre.

### Últimos años
Después de estar en Milán entre 1440 y 1441, regresó a Ferrara en 1441. Allí pintó su aclamado retrato de Lionello de Este, hoy exhibido en la Accademia Carrara, Bérgamo. Su Virgen y los santos Antonio Abad y Jorge (National Gallery de Londres) probablemente data de la misma época. El impresionante ciclo de frescos Escenas de Guerra y Caballería en el Palacio Ducal de Mantua, probablemente data de 1447. 
Parece que este fue el período peor para el artista que se encontró, a causa de la condena que lo obligaba a permanecer lejos de sus tierras natales, en un período de grandes penurias económicas. En esta época se dedicó particularmente a la realización de sus famosas obras de joyería. En Rímini realizó las medallas de Segismundo Malatesta y Novello Malatesta.
En 1448 no se atreve a regresar a Verona para presenciar el matrimonio de su hija, a la cual el artista envió la dote desde Ferrara. Esta es la última noticia documentada y cierta respecto a Pisanello. Sólo indicaciones posteriores hablan de que, desde diciembre de 1448 hasta el final de su vida, vivió en Nápoles, donde disfrutó de gran reputación en la corte del rey Alfonso V de Aragón. El poeta Porcellio incluso escribió una oda en su honor. Pudo haber vivido cinco o seis años más, pero no queda rastro documental de él.

## Obra

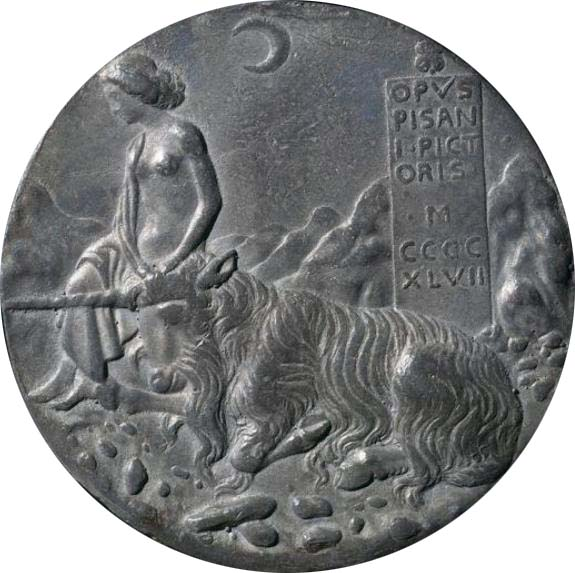
Medalla de Cecilia Gonzaga: Inocencia y Unicornio en un paisaje a la luz de la Luna (1447).

Pisanello es conocido sobre todo por sus espléndidos frescos de grandes dimensiones, poblados de muchas pequeñas figuras caracterizadas por la brillantez del color y la precisión del trazo. También hizo elegantes retratos, pequeñas pinturas de caballete, y muchos dibujos brillantes. 
Se dedicó también a labores de joyería u orfebrería, realizando medallas conmemorativas, siendo el autor más importante de este género de la primera mitad del siglo XV. A lo largo de su vida, Pisanello fue conocido sobre todo por sus medallas. Fue copiado muchas veces por generaciones posteriores. Este arte decayó cuando se apartó del arte de Pisanello. Antes de él, las medallas eran como monedas sin estrenar. Pisanello, por su parte, fundió sus medallas como un bajorrelieve de bronce, mostrando claramente la obra de un pintor y un maquetista. Incluso firmó sus medallas con Opus Pisani pictoris (hecha por el pintor Pisano). Desde su punto de vista, los retratos de sus medallas igualaban a los retratos de sus pinturas. Incluso añade alegorías en el reverso de sus medallas, como el unicornio en la medalla de Cecilia Gonzaga, señalando así el noble carácter de la princesa. En estas medallas se representaban las efigies de los comitentes del artista. 
Muchas de sus obras fueron atribuidas erróneamente a otros artistas como Piero della Francesca, Alberto Durero y Leonardo da Vinci, por señalar unos pocos. Mientras que la mayor parte de sus pinturas han desaparecido, buena parte de sus dibujos y medallas han sobrevivido.
Sus dibujos son generalmente valorados como joyas del Quattrocento, y sn maravillosos ejemplos de las elegantes vestimentas de la época, incluyendo espectaculares sombreros. En contraste con sus contemporáneos, sus dibujos no son esbozos de pinturas futuras sino obras de arte autónomas. Compiló varios libros de dibujo, detallados y adecuados estudios de fauna y flora con poético naturalismo, y elegantes ropas. 
Ejemplos de su obra como pintor existen aún en:
- Roma
- Venecia. En la Ca' d'Oro hay piezas de Pisanello en las salas a la derecha del portego.
- Palacio Ducal de Mantua. Hay una serie inacabada de frescos de este autor.
- Verona. En la iglesia de santa Anastasia se conserva el fresco de San Jorge y la princesa; en la iglesia superior (que data de 1313) de san Fermo Maggiore, sobre el mausoleo Brenzoni está el fresco de La Anunciación (1426).
- Pistoia
- Bérgamo. En la Accademia Carrara se conserva el retrato de Leonello d'Este (h. 1440 o 41).
- National Gallery de Londres: Visión de san Eustaquio y La Virgen con el Niño con san Jorge y san Antonio Abad (o La aparición de la Virgen a San Antonio y a San Jorge, h. 1445). Su Visión de san Eustaquio (h. 1435), durante mucho tiempo atribuida a Durero por la perfección de esta tabla tan refinada, muestra a la mayor parte de los animales de perfil o en poses definidas con una delicadeza al modo de las miniaturas. La historia de esta pequeña pintura (témpera al huevo sobre madera) es probablemente sólo un pretexto para mostrar animales "nobles" (caballos, perros de caza, ciervos, osos...) y la más noble criatura de todas: el cortesano cazador.
- Biblioteca Ambrosiana de Milán: dibujos.
- Museo del Louvre: dibujos y el Retrato de una princesa de la casa de Este (1436-1438).

Influyó en muchos de sus contemporáneos, pero no creó escuela propia. Su genio brilló brevemente y después de su muerte fue rápidamente olvidado con el auge de la cultura humanista y clásica del Renacimiento. Hoy es considerado el último y más magnífico artista del estilo cortesano del arte gótico en el siglo XV, llamado gótico internacional. Por otro lado, puede ser considerado uno de los primeros líderes del movimiento renacentista. Su estilo se anticipó a su tiempo, sus medallas son intemporales, sus paisajes son realistas, y aun así su Leyenda de san Jorge, una de sus mejores pinturas, es una de las más arcaicas de sus obras.

## Citas
Pisanello es nombrado en el libro "Vértigo" del escritor alemán W. G. Sebald.

## Galería

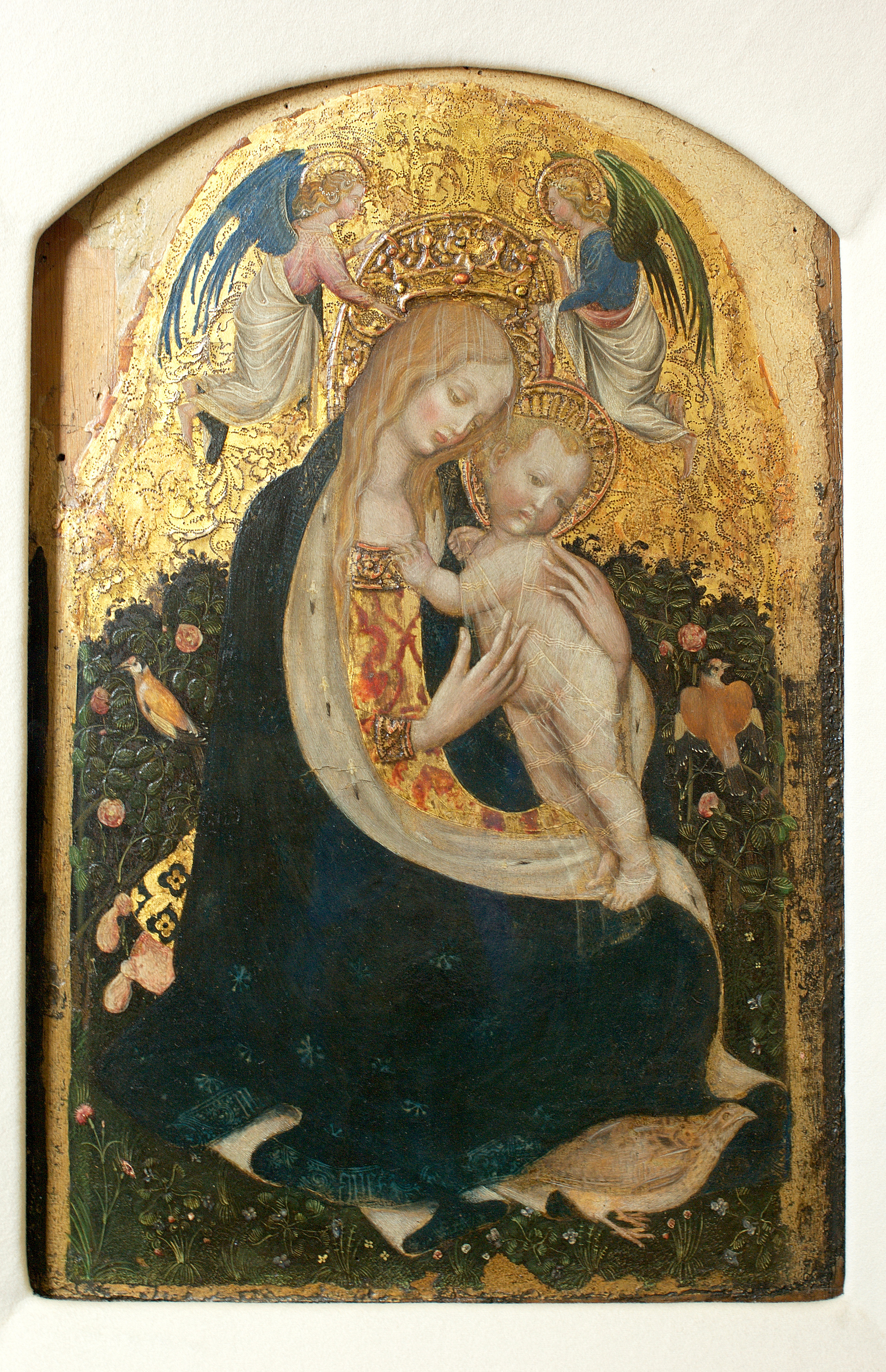
Virgen de la codorniz, h. 1420, Museo di Castelvecchio, Verona
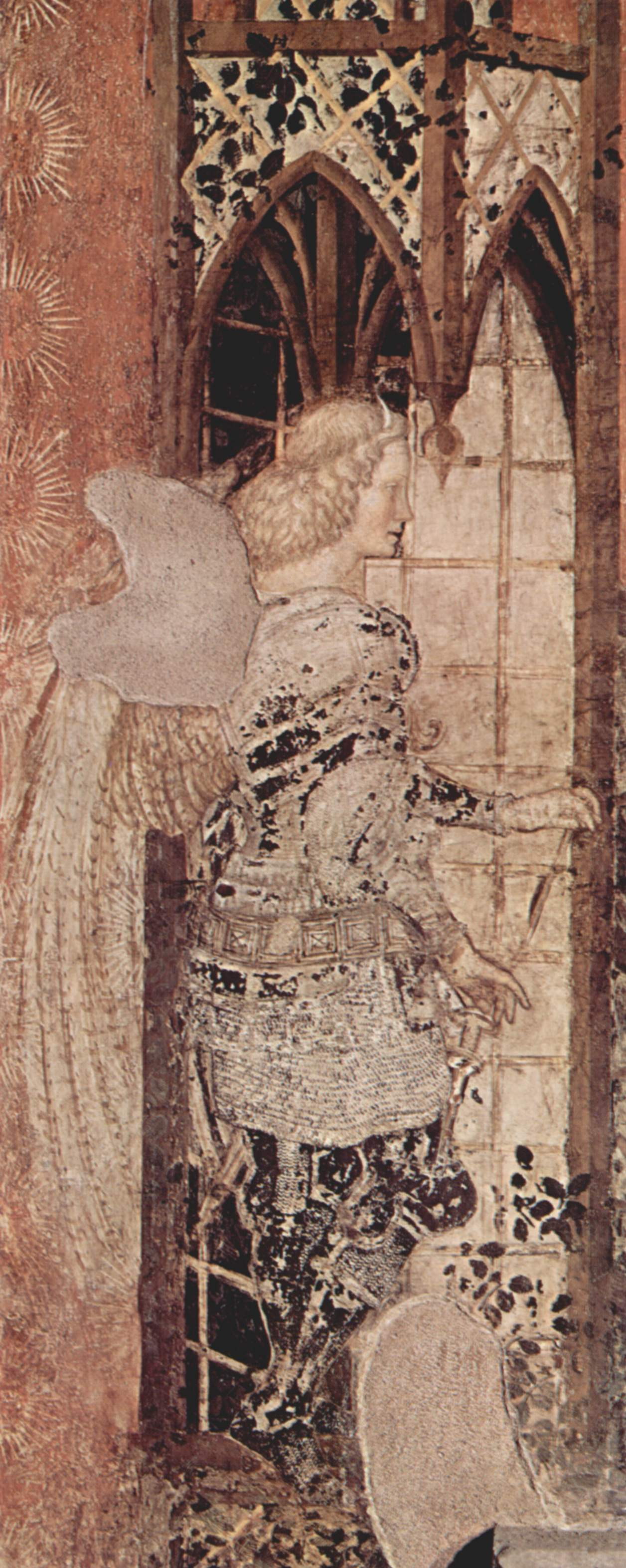
Fresco del monumento a Niccolò Brenzoni en San Fermo Maggiore en Verona, Escena:Arcángel Rafael, 1424-1426
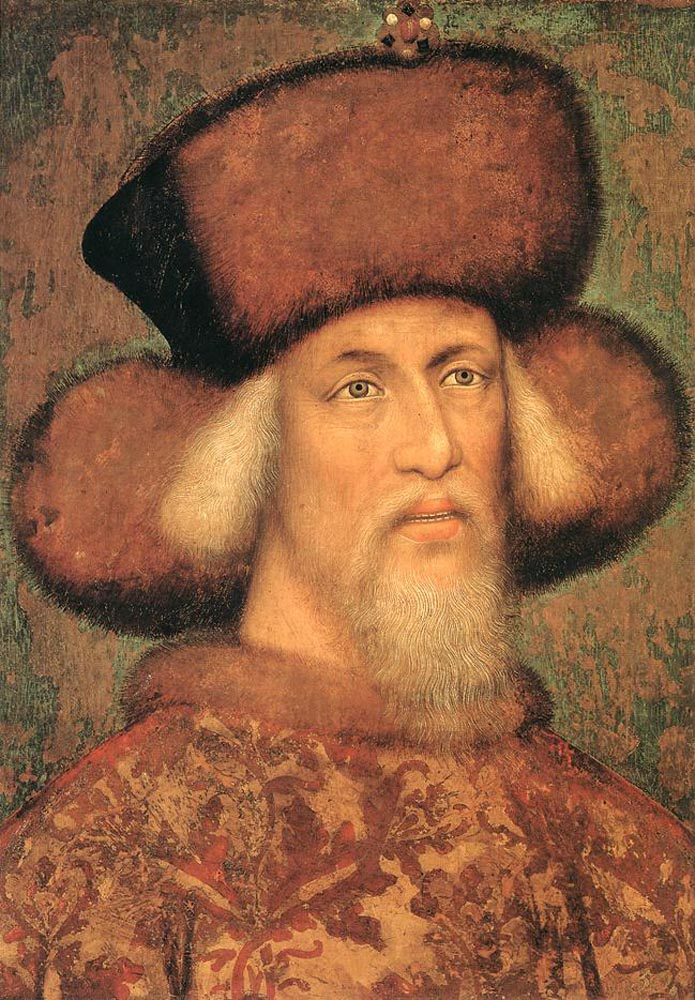
Emperador Segismundo, 1433, Viena,
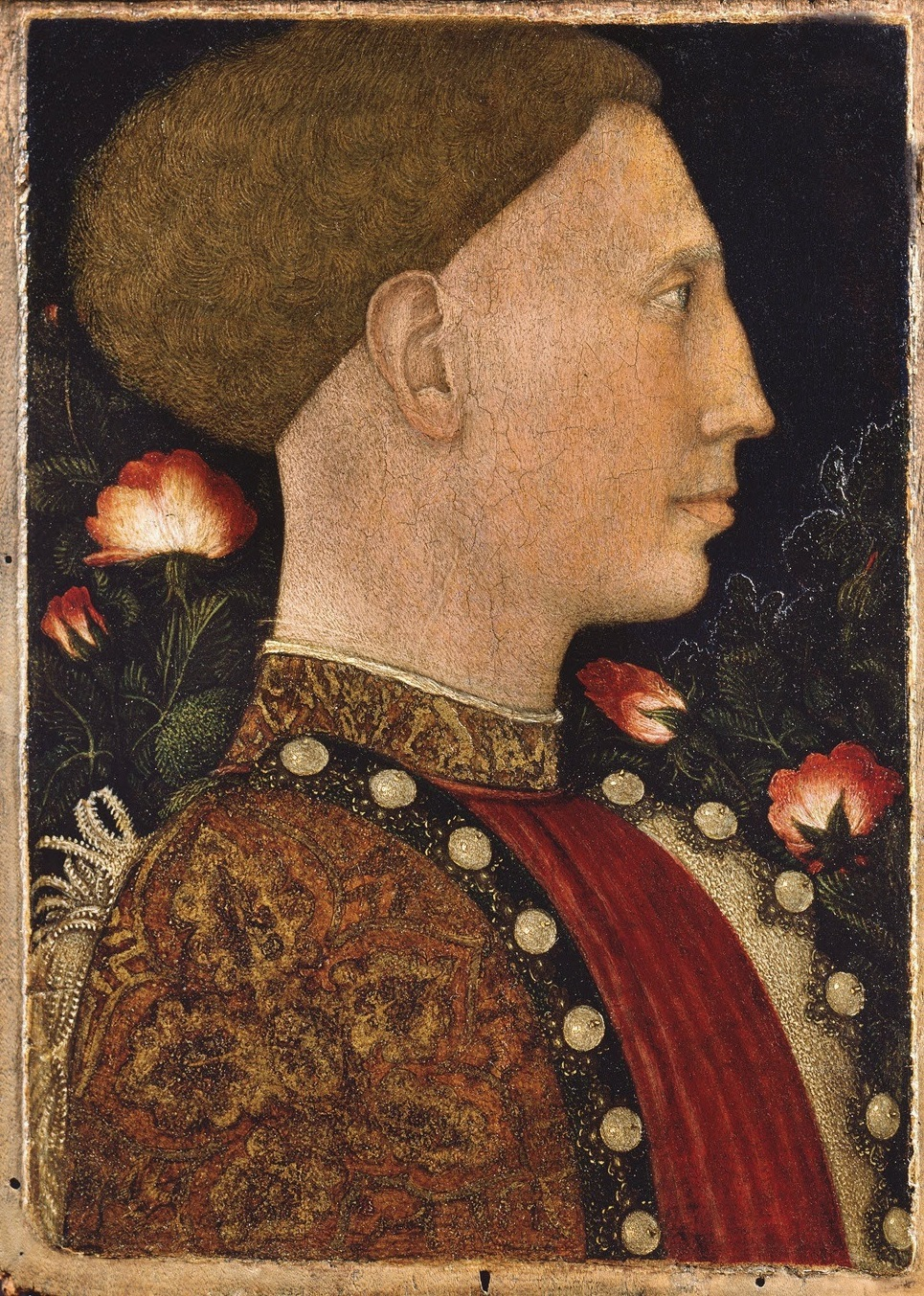
Retrato de Lionello de Este, 1441, Galleria dell'Accademia Carrara, Bérgamo
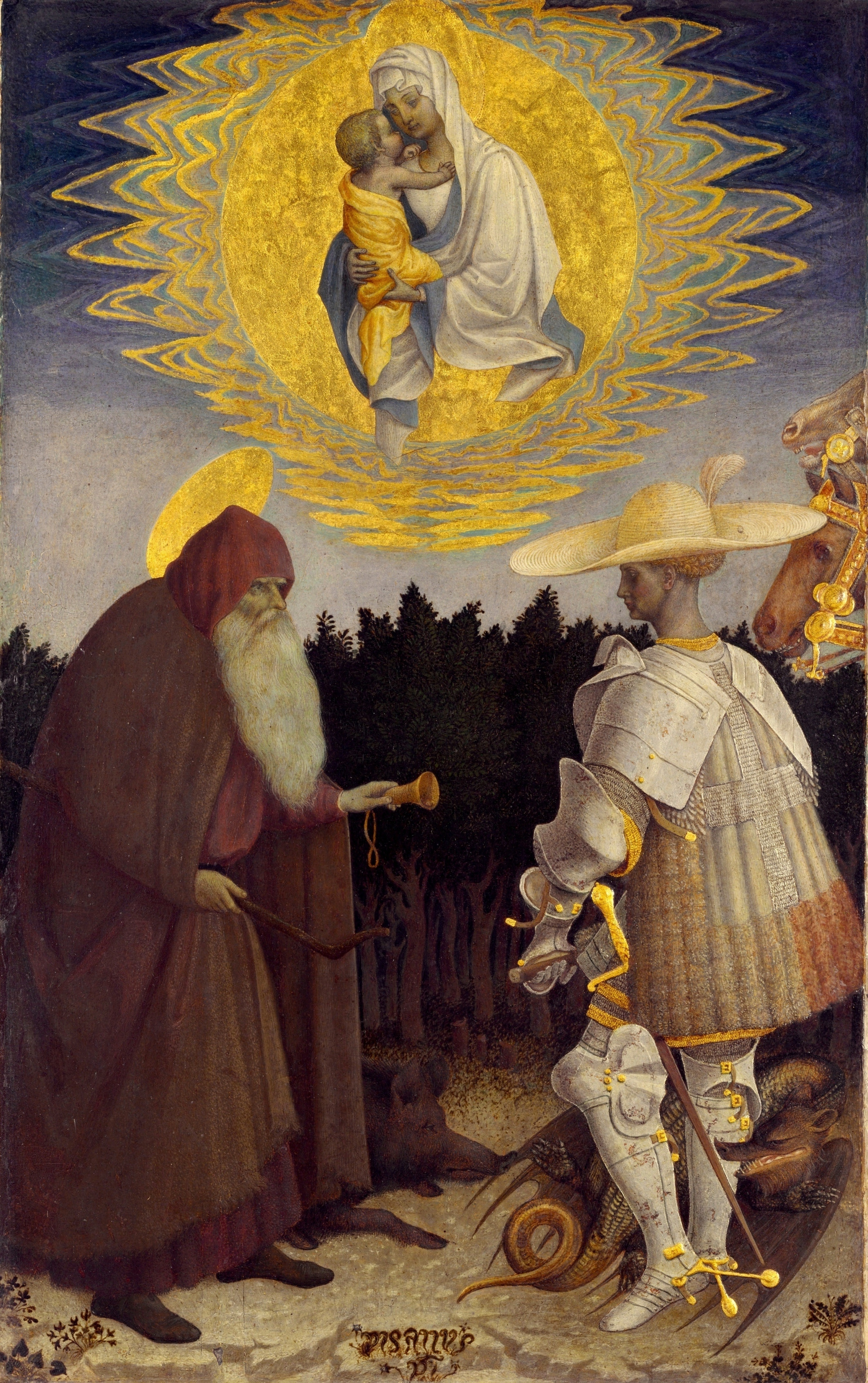
Virgen con el Niño entre los santos Antonio Abad y Jorge, h. 1445, National Gallery de Londres